# Hôtel de ville de Novi Sad
L'hôtel de ville de Novi Sad (en serbe cyrillique : Градска кућа у Новом Саду ; en serbe latin : Gradska kuća u Novom Sadu) héberge les institutions municipales de Novi Sad, la capitale de la province autonome de Voïvodine, en Serbie. En raison de sa valeur patrimoniale, il est inscrit sur la liste des monuments culturels protégés de la république de Serbie (identifiant n° SK 1521).
Le bâtiment est situé sur le Trg slobode (la « place de la Liberté »), dans le quartier de Stari grad.

## Historique
Le premier hôtel de ville de Novi Sad a été construit en 1748, quand Marie-Thérèse d'Autriche accorda à la cité le statut de « ville libre royale ». Mais, en 1869, un projet plus ambitieux a vu le jour, avec la création du « Comité pour la construction d'une nouvelle maison municipale » (en serbe : Odbor za gradnju nove Varoške kuće) ; en 1873, un concours a été lancé, remporté par l'architecte György Molnár qui fut récompensé de 400 forints pour son projet. En revanche, s'est alors ouverte une bataille pour l'emplacement du nouvel hôtel de ville, ce qui a retardé le début des travaux,. Ainsi Svetozar Miletić, qui a été maire de Novi Sad en 1861-1862 puis en 1867-1868, voulait qu'à cet endroit soit édifié le Théâtre national serbe.

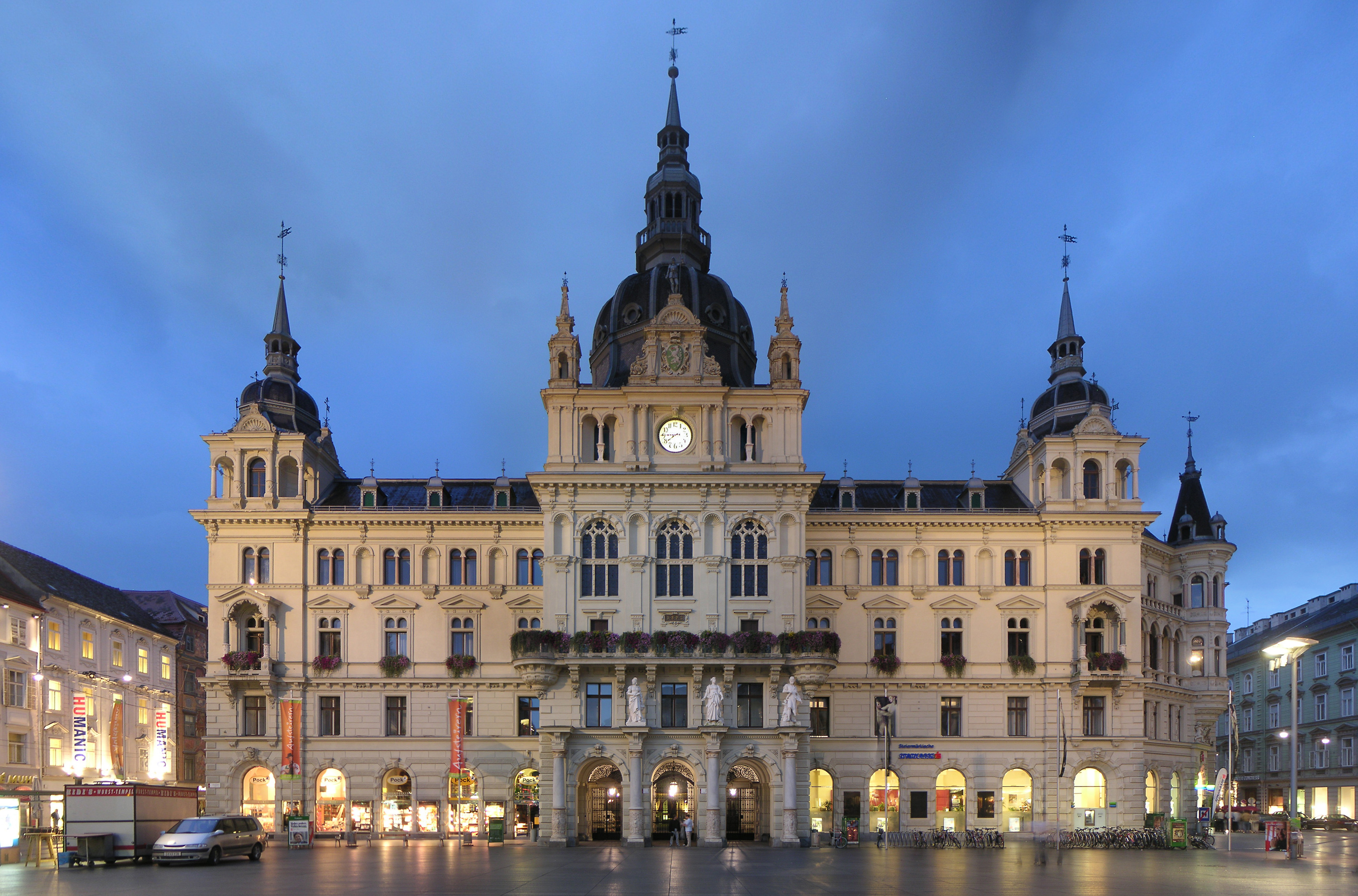
L'hôtel de ville de Graz, qui a peut-être inspiré celui de Novi Sad

En 1885, la municipalité a organisé un nouveau concours public et 32 projets ont alors été soumis au comité, les plus nombreux d'entre eux étant proposés par des architectes de Budapest. Le comité a hésité et a fini par proposer que les trois premiers lauréats du concours collaborent à un projet commun. Devant l'échec de cette proposition, il a proposé de reprendre le projet de Molnár en le modifiant à l'aide des projets des autres concurrents ; ces modifications ont accentué l'éclectisme du projet initial, conforme au caractère « flamboyant » qui caractérise nombre de bâtiments de la fin du XIXe siècle à Novi Sad et d'autres édifices de l'Autriche-Hongrie de cette époque. L'hôtel de ville est ainsi inspiré de celui de Graz et l'église du Nom-de-Marie de Novi Sad, construite de 1892 à 1894 sur des plans de Molnár, à proximité de l'hôtel de ville, illustre cette tendance,.
Le bâtiment a été construit à l'époque où le maire de la ville était le célèbre avocat Stevan Peci Popović. Beaucoup d'hôtes y ont séjourné, comme l'archiduc Joseph-Auguste de Habsbourg-Lorraine, palatin de Hongrie, en 1911 et, par deux fois, Aleksandar Karađorđević, une première fois comme régent en 1919 et une seconde fois comme roi en 1933.

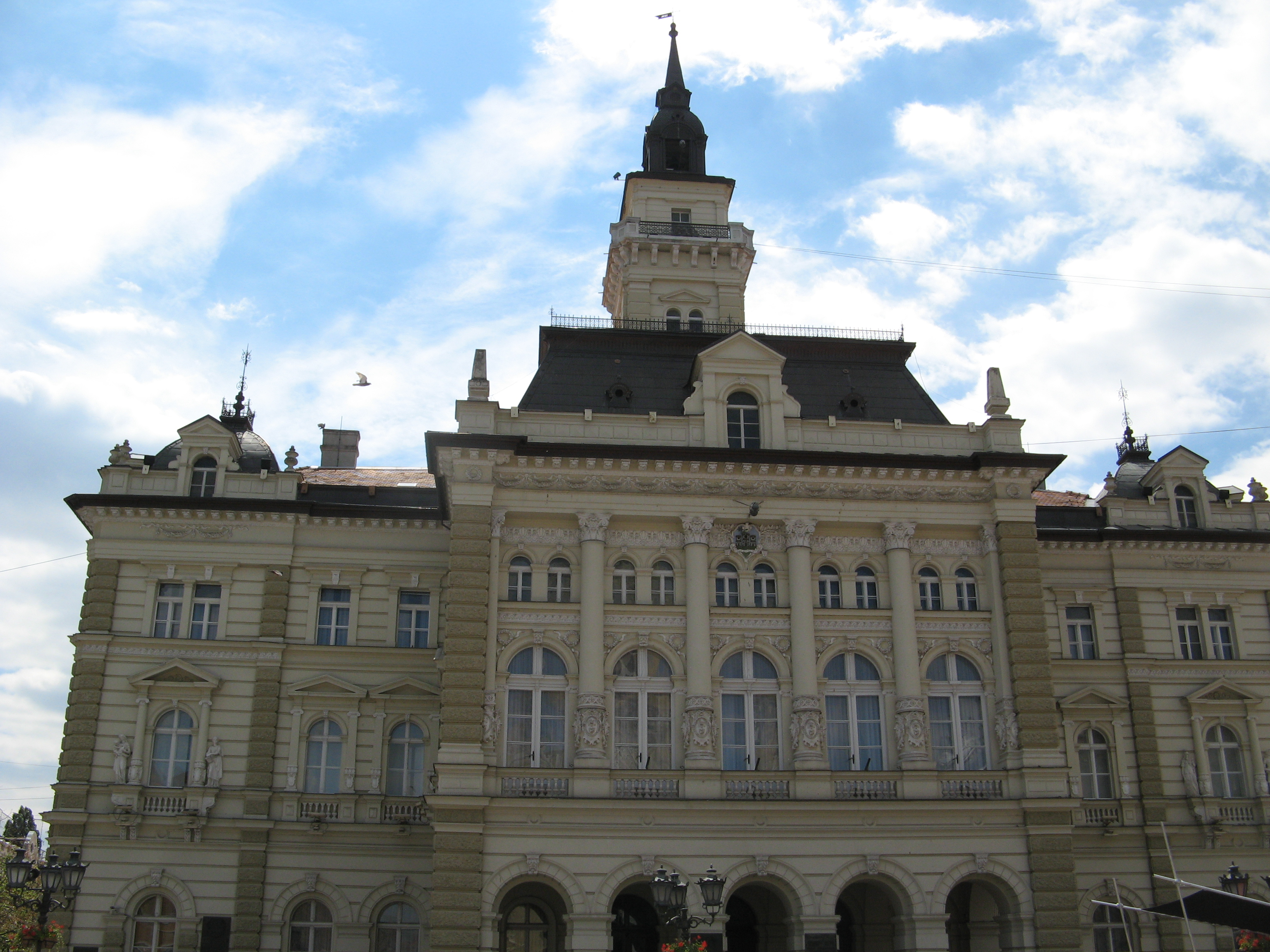
Détail de la façade

## Architecture

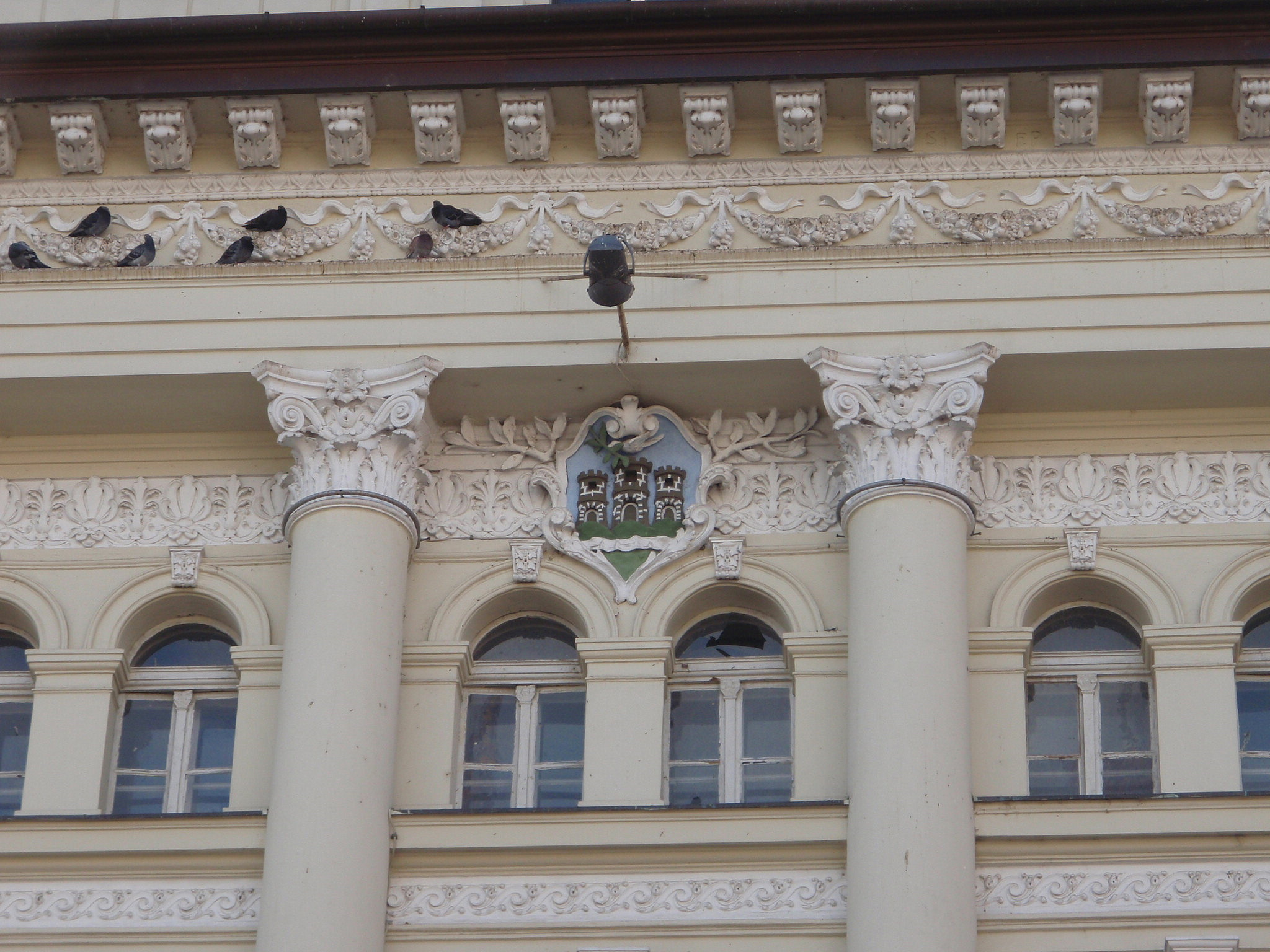
Détail de la façade

L'hôtel de ville de Novi Sad, de forme trapézoïdale, a été construit en 1895 dans un style éclectique, avec une dominante du style néo-Renaissance,,, tout en prenant en compte la finalité de son usage. L'édifice est orné de quatre dômes aplatis, disposés aux quatre coins de la construction et surmontant des avancées ; les angles des avancées sont conçus à l'imitation de bossages.
La façade principale, richement décorée, est dominée par une tour ornée d'un balcon et surmontée d'une lanterne ; à l'époque de la construction, la cloche de la lanterne, familièrement surnommée Matilda, plus tard fondue en temps de guerre, permettait d'alerter les citoyens de la ville en cas d'incendie. Elle comporte une avancée centrale très proéminente avec quatre arcades au rez-de-chaussée et cinq fenêtres aux étages supérieurs encadrées de colonnes engagées d'ordre colossal ; les fenêtres du second étage sont de dimensions plus modestes ; Julije Anika, un sculpteur de Novi Sad, l'a décorée de figures allégoriques en stuc figurant des personnages de la mythologie grecque, diverses activités humaines et de hautes valeurs morales,.
À l'intérieur de l'édifice, le hall d'entrée conduit à la salle de cérémonie ; dans les ailes du bâtiment situées sur cour, des couloirs mènent aux différentes salles de l'hôtel de ville. Le peintre Pavle Ružička a réalisé les médaillons de la salle de cérémonie, qui représentent les symboles de l'agriculture, de l'artisanat et du commerce,.

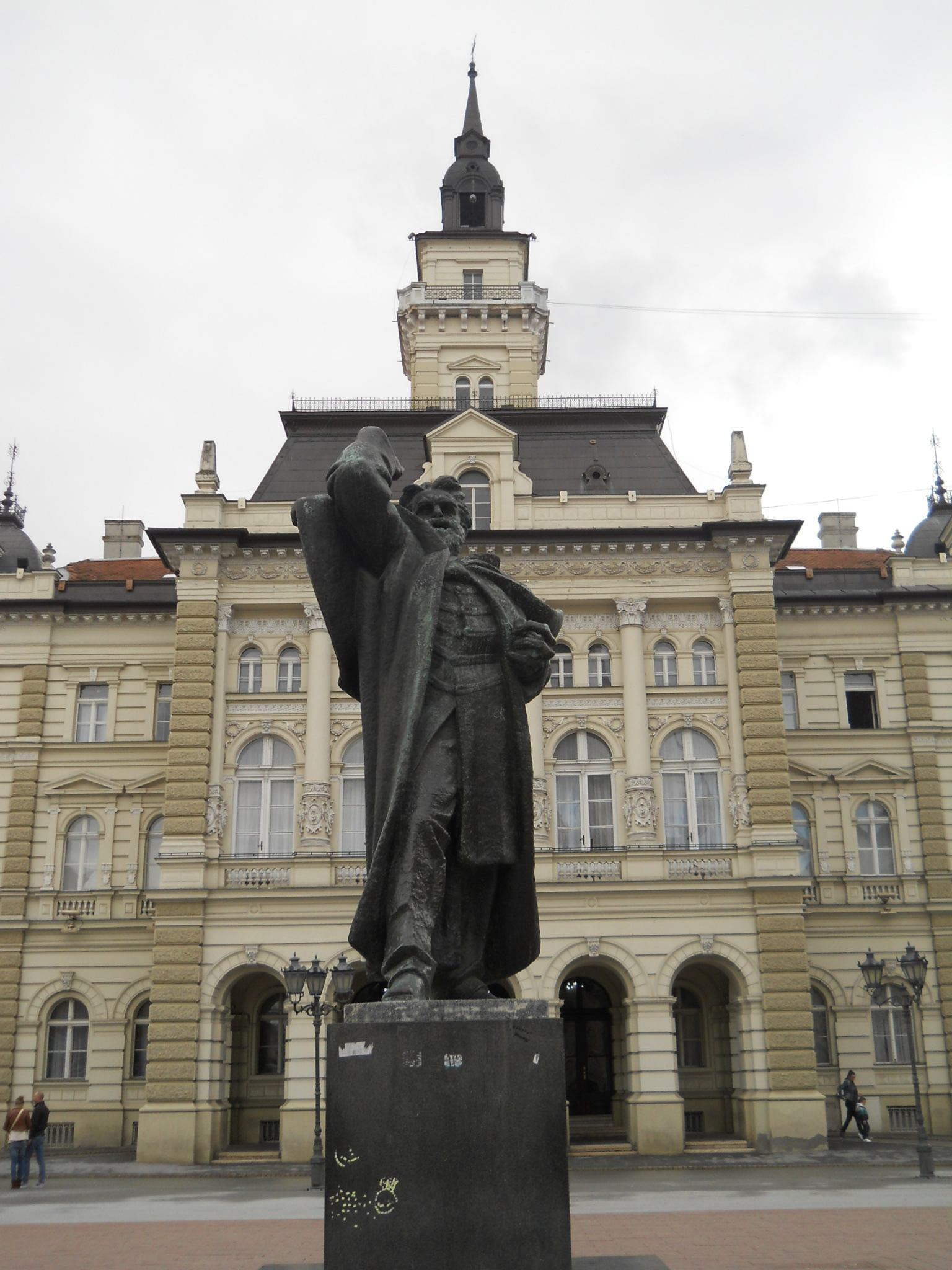
Le Monument de Svetozar Miletić devant l'hôtel de ville